# Arnaut Daniel
Arnaut Daniel (oko 1150. – 1200./1210.), provansalski trubadur. Živio je na dvoru kralja Rikarda I. i južnoj Francuskoj. 

Arnaut je autor prve sestine.